# Harry Seidler
Pour les articles homonymes, voir Seidler.

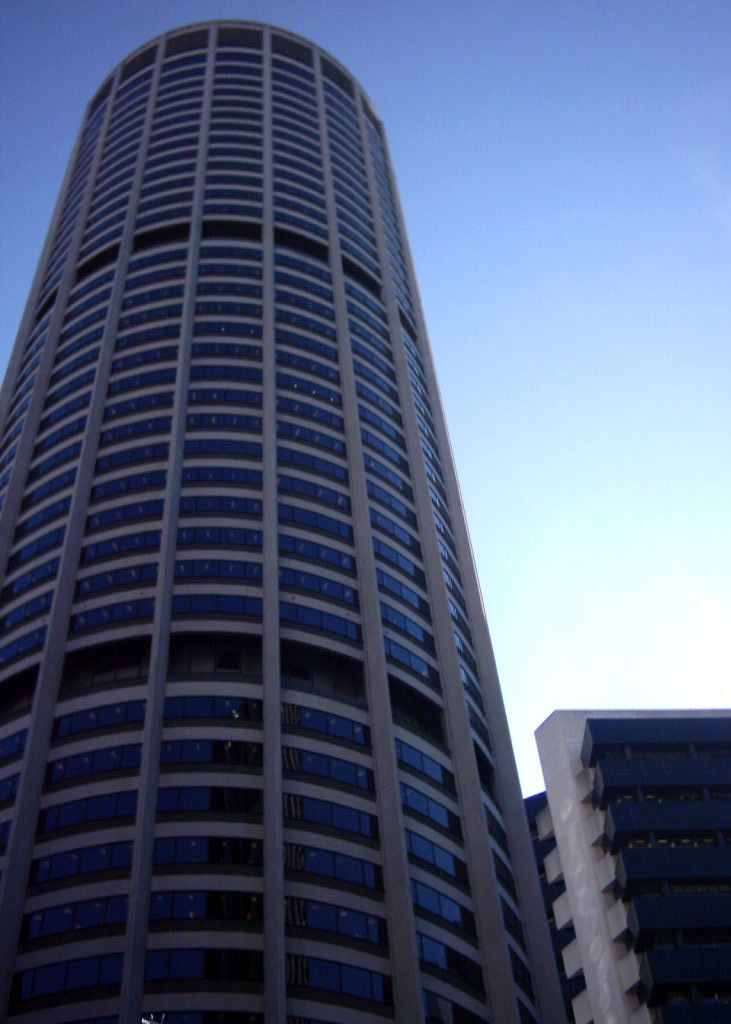
Australia Square Tower, Sydney.

Harry Seidler (25 juin 1923 à Vienne - 9 mars 2006 à Sydney) était un architecte australien d'origine autrichienne, qui est considéré comme l'un des principaux représentants du modernisme en Australie et le premier architecte à exprimer pleinement les principes du Bauhaus. 
Harry Seidler a conçu plus de 180 bâtiments et il a acquis une grande célébrité pour sa contribution à l'architecture australienne. Certaines de ses remarques et sa conception des bâtiments ont suscité une importante controverse.

## Œuvres

### Édifices commerciaux

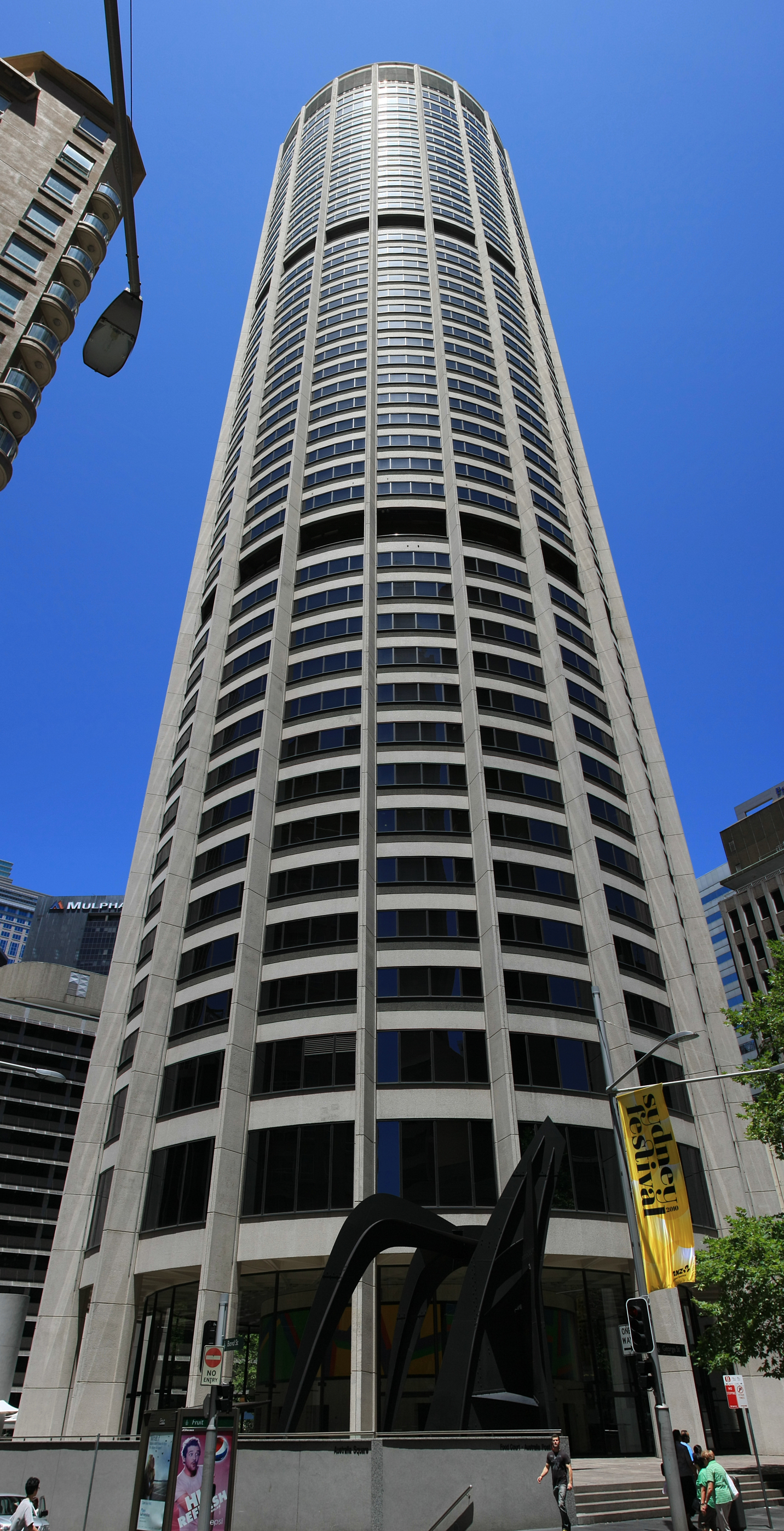
Australia Square, Sydney (1961-67)
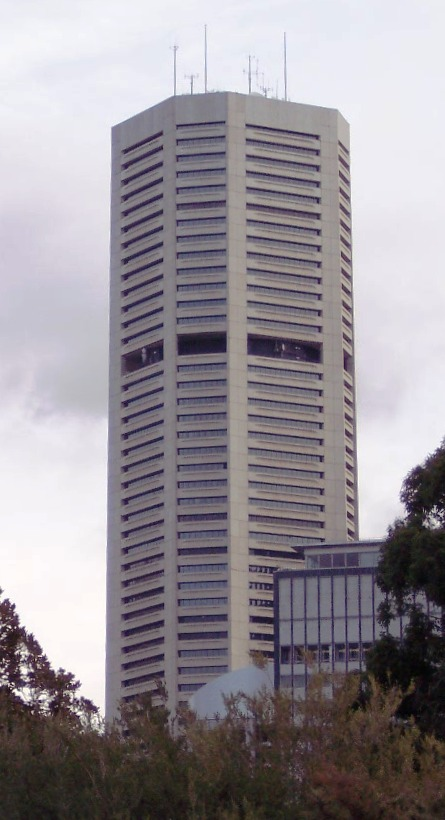
MLC Centre, Sydney (1972-75)
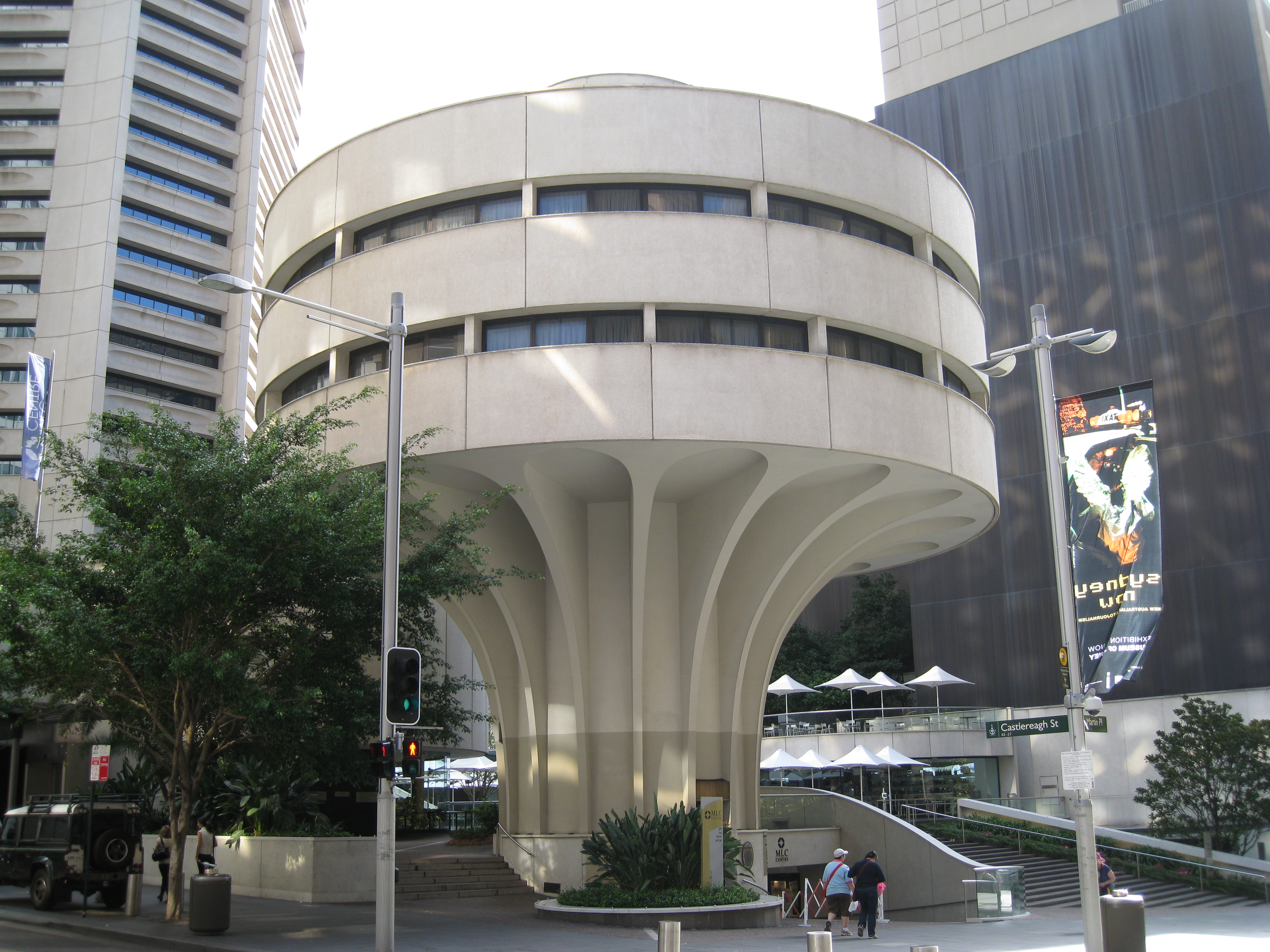
MLC Centre (Nebenbau), Sydney (1972-75)
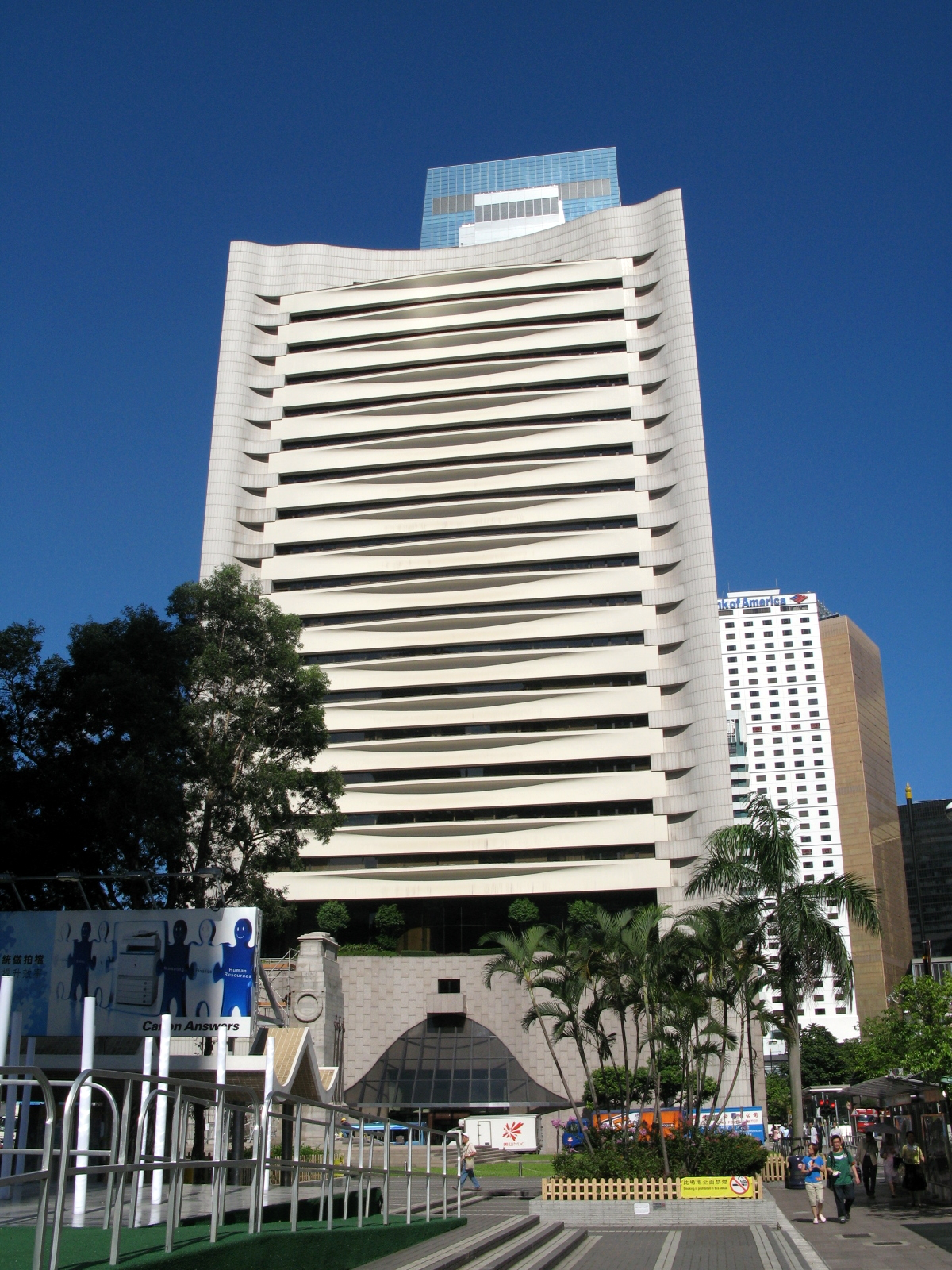
Immeuble du Hong Kong Club, 1980
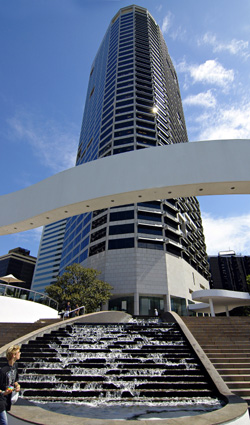
Riverside Centre, Brisbane (1983-86)
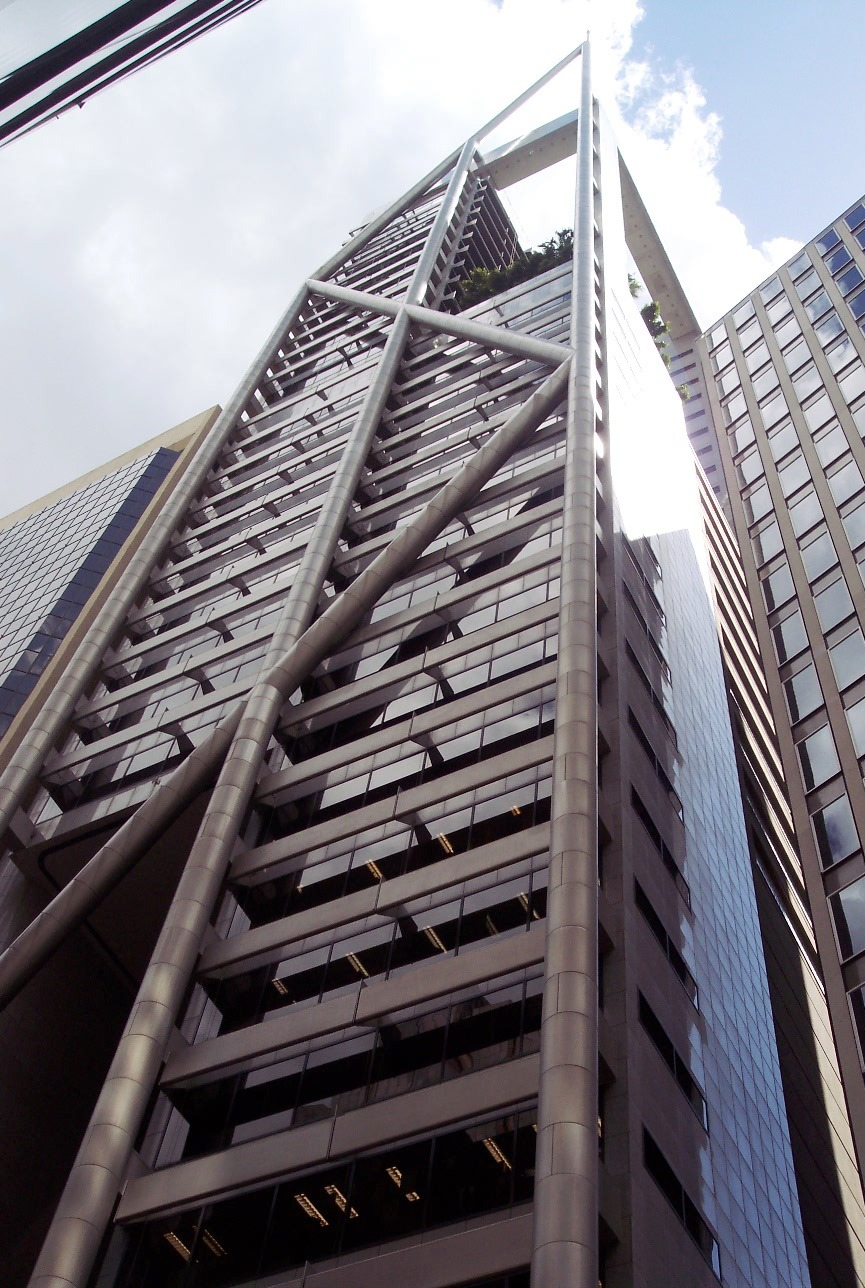
Castlereagh Centre (vormals Capita Centre), Sydney (1984-89)
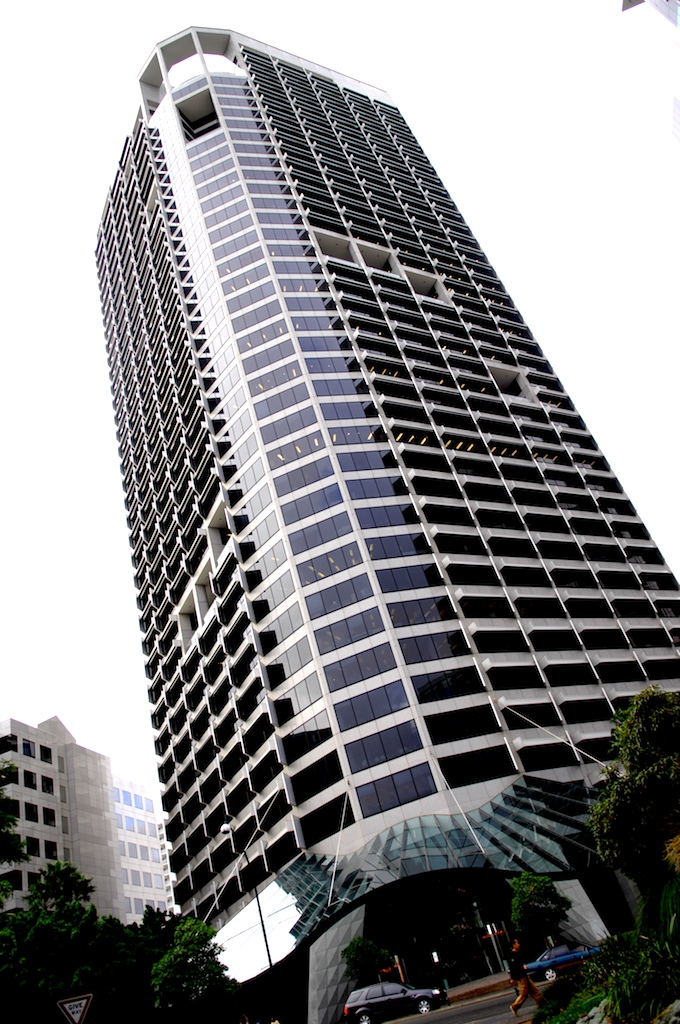
QV.1, Perth, (1988-1991)

### Usage mixte

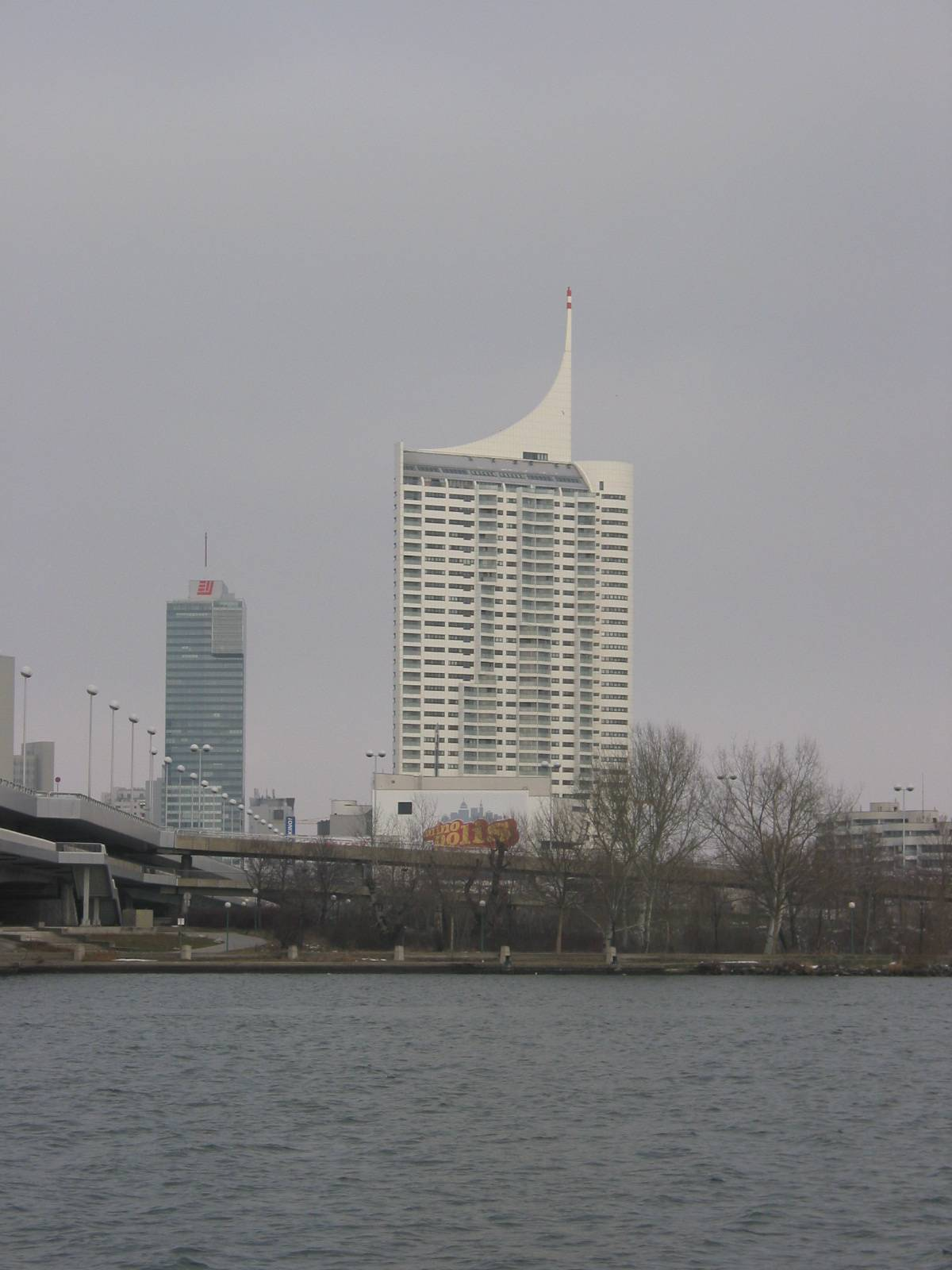
Hochhaus Neue Donau, Vienne, Autriche (1999-2002)
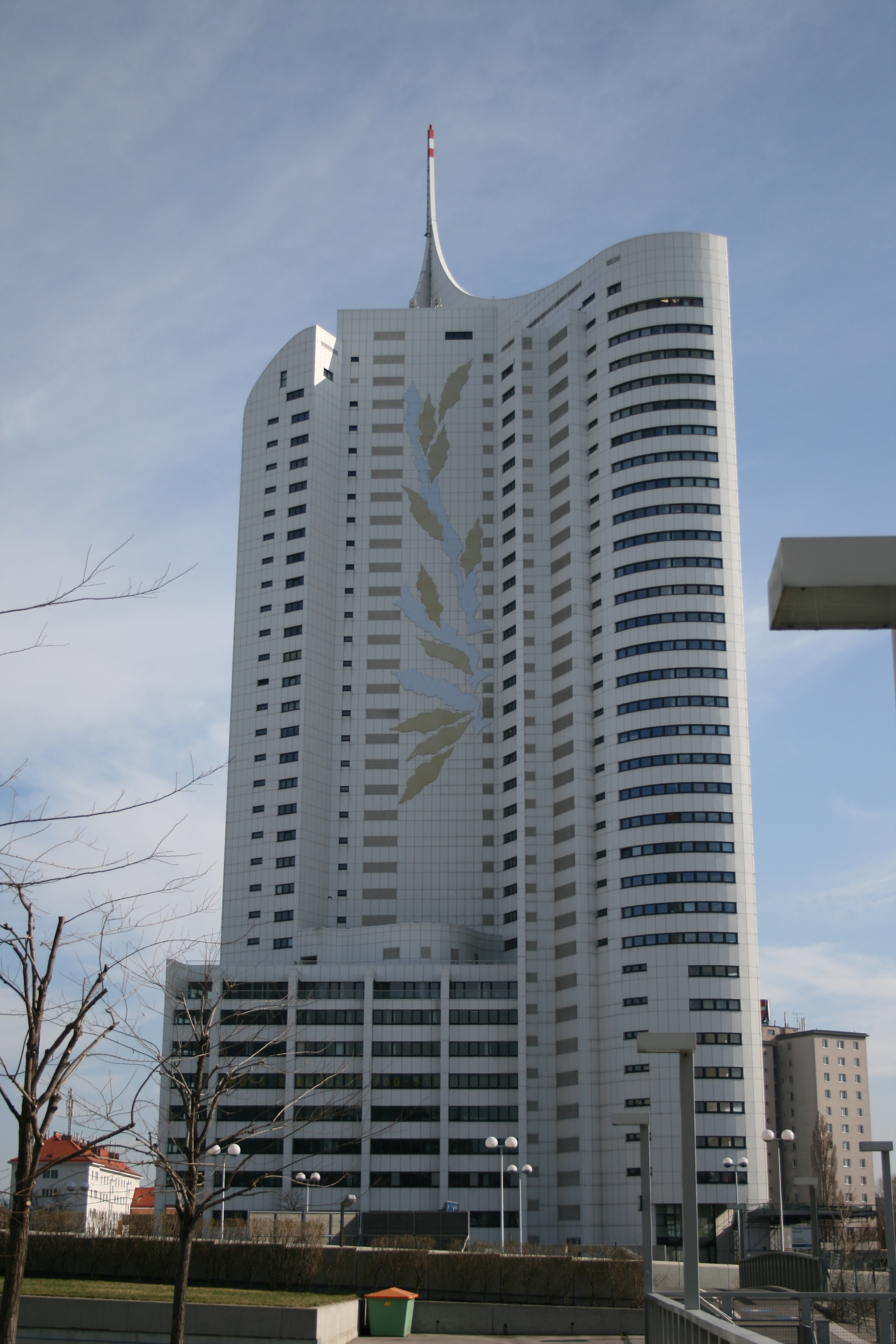
Hochhaus Neue Donau, Vienne, Autriche (1999-2002)
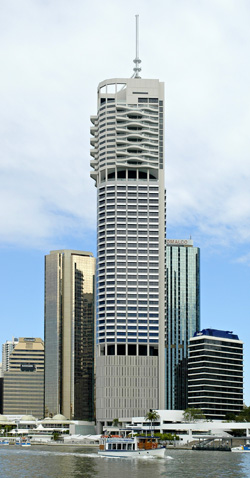
Riparian Plaza, Brisbane (1999-2005)

### Immeubles d'appartements

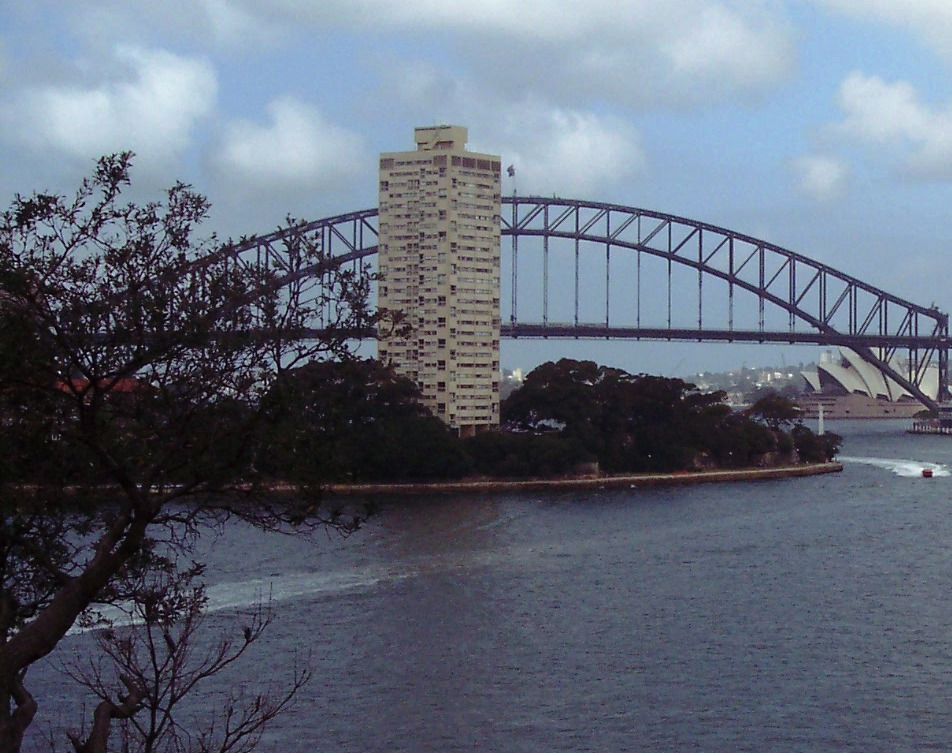
Blues Point Tower, McMahons Point, Sydney (1961)
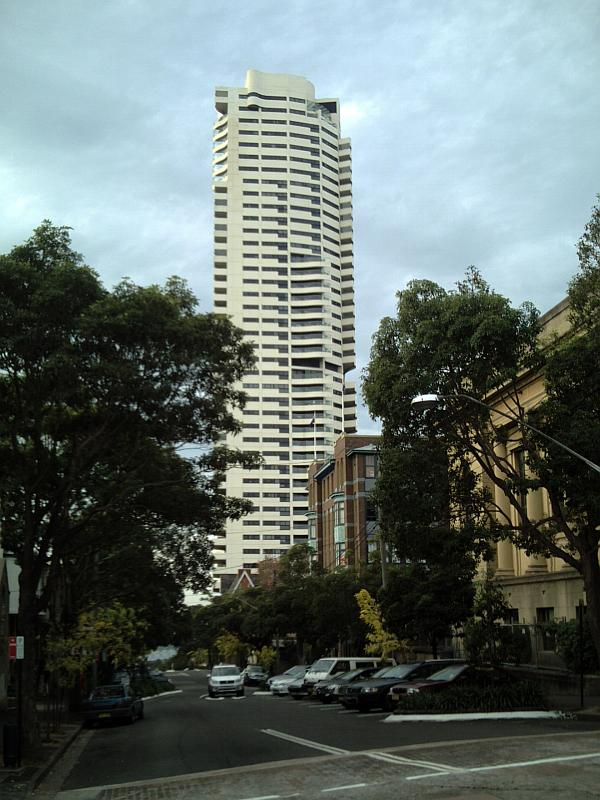
Horizon Apartments, Darlinghurst, Sydney (1990-98)
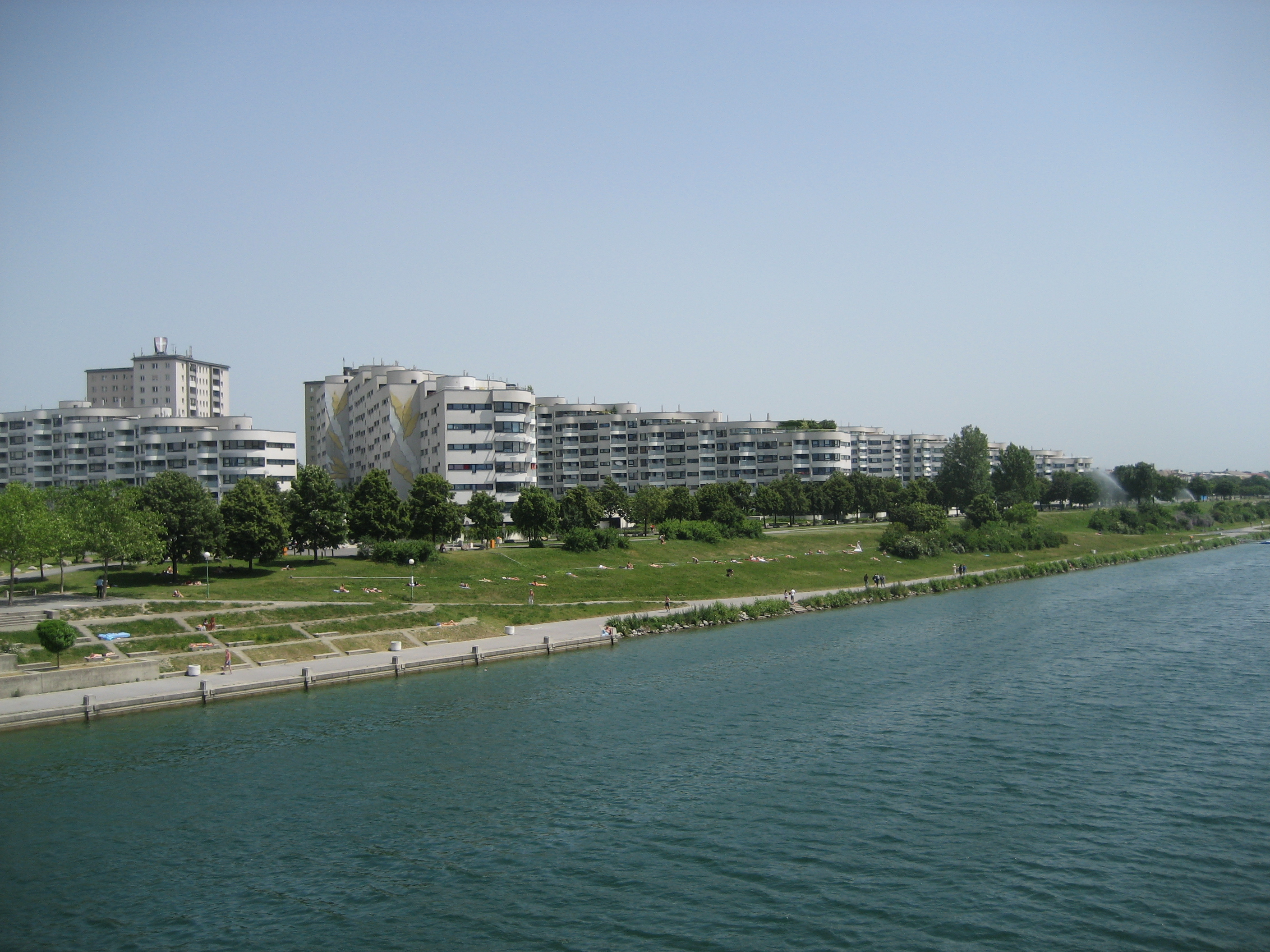
Wohnpark-Neue-Donau, Vienne, Autriche, 1993

### Maisons privées

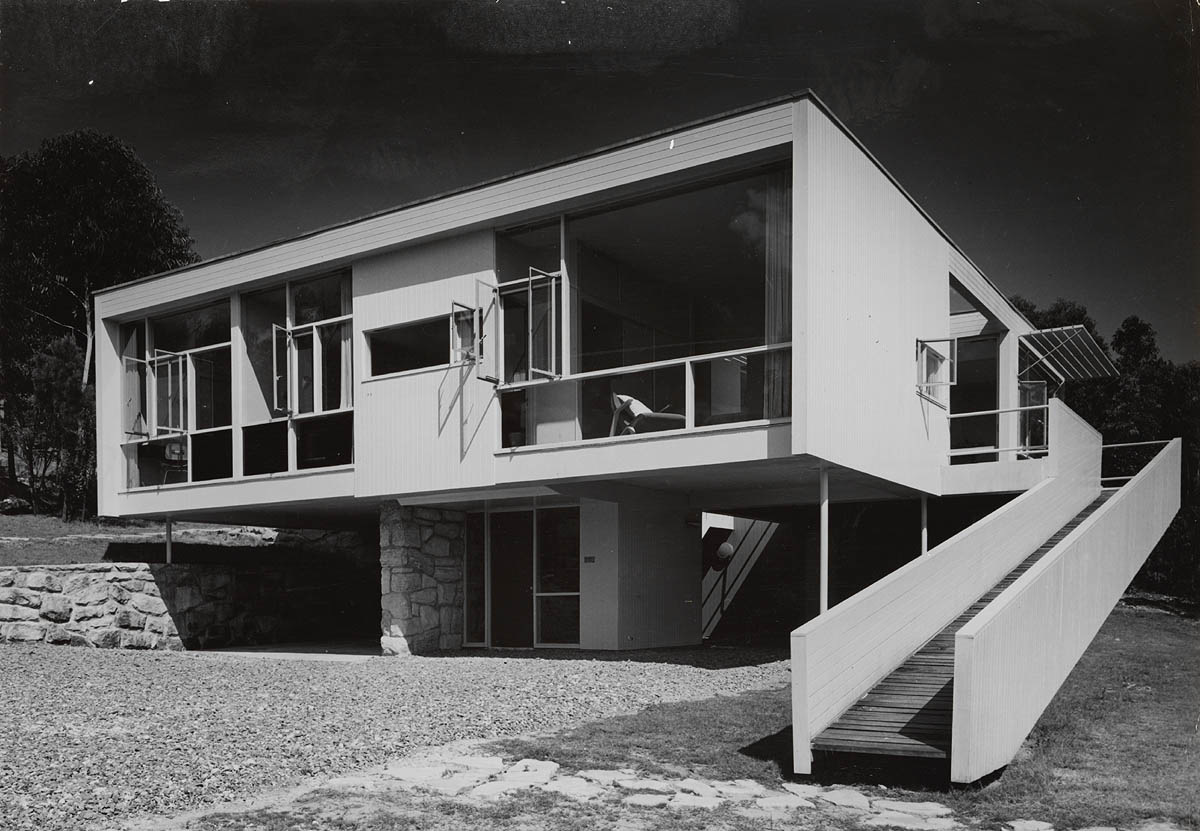
Rose Seidler House, Wahroonga, Sydney, (1948-50)